# Krakel Spektakel (musikalbum)
Krakel Spektakel är ett musikalbum av och med sångensemblen Amanda. Albumet släpptes år 1998.  

## Rollista
Krakel Spektakel: Patrick Rydman
Kusin Vitamin: Anci Hjulström
Moster Ester: Anna Kuuse
Trollkarlen från Indialand: Stefan Malmeström
Herr Försök Inte Med Mig: Johan Hogenäs
Nippertippan Tips Vips: Åsa Johansson
Petronella från Plaskeby: Ingrid Brännström
Fröken Hit o Dit: Sanna Källman
Herr Kors o Tvärs: Henrik Virta
Bagarmunken Bengtsson: Tomas Jönsson
Opsis Kalopsis: Tobias Edvardsson
Nicko Ticko Tinn: Karin Inde
Sjömansgossen: slagverkaren Micke Andersson

## Låtlista
1. Krakel Spektakel
2. Nicko Ticko Tinn
3. Trollkarlen
4. En dag i maj
5. Traska till Aska
6. Till Paris
7. Dinkeli Dunkeli Doja
8. Vandringsvisa (Där bortom skogens rand)
9. Hej, sa Petronella
10. Maskeradbalen
11. Lappricka Pappricka
12. Sjömansgossen
13. Det var så roligt
14. Ticketack
15. Herr Gurka
16. Gubben Höst
17. Den långa ormen
18. Häxan Trickel Tråckel
19. Klipp, klipp
20. Bara på Skoj
21. Om jag blev kung